# Ocotequila
Ocotequila es una localidad del estado mexicano de Guerrero. Es parte del municipio de Copanatoyac.

## Toponimia
El nombre «Ocotequila» proviene de los términos en náhuatl: ocotl, ocote; tequi, cortar; la, locativo. Su significado es «lugar donde se cortan ocotes».

## Demografía
| Gráfica de evolución demográfica |
|                                  |

| Censo | Población |
| ----- | --------- |
| 1900  | 412       |
| 1910  | 453       |
| 1921  | 488       |
| 1930  | 527       |
| 1940  | 568       |
| 1950  | 665       |
| 1960  | 816       |
| 1970  | 809       |
| 1980  | 979       |
| 1990  | 1 410     |
| 2000  | 1 485     |
| 2010  | 1 104     |
| 2020  | 1 564     |